# Крейсери типу «Каліфорнія»

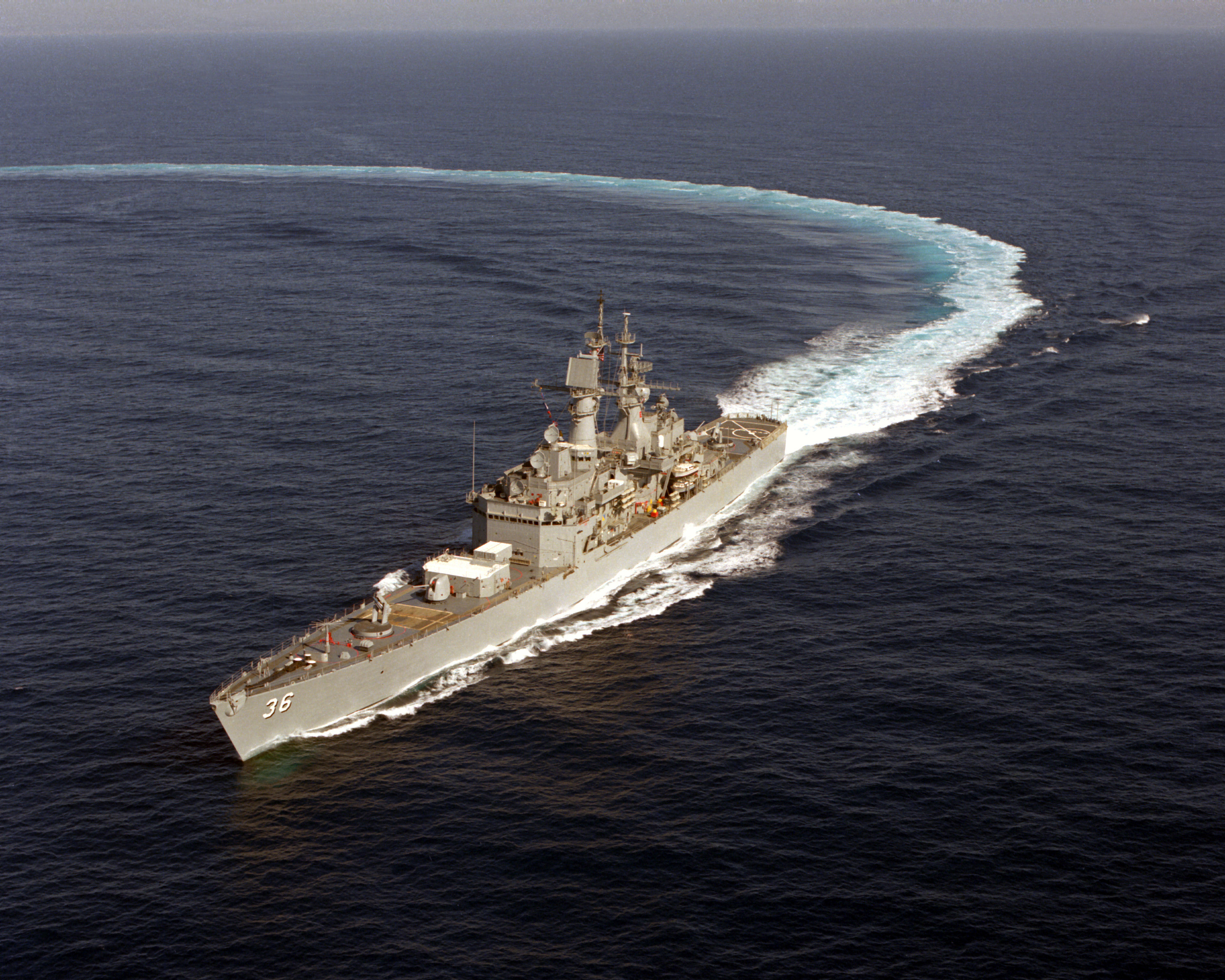
«Каліфорнія» неподалік від узбережжя Південної Каліфорнії

Крейсери типу «Каліфорнія» — два атомні ракетні крейсери, які використовувались ВМС Сполучених Штатів між 1974 і 1998 роками. За винятком ядерної енергетичної установки та відсутності ангарів вертольотів, кораблі типу «California» мали подібні характеристики  з іншими американськими ракетними крейсерами своєї епохи, такими як крейсери типу «Belknap». Тип був створений як продовження лінії розвитку, започаткованої попередніми атомними ракетними крейсерами, такими як «Long Beach», «Bainbridge» та «Truxtun». Як і всі інші атомні крейсери, які могли діяти кілька років між до-заправками, тип «Каліфорнія»  був розроблений частково для забезпечення зростання автономності ядерних авіаносців США, яка часто обмежувалась необхідністю постачати паливом кораблі ескорту. 

## Огляд
«Каліфорнія» був четвертим ядерним крейсером у ВМС США. Другий крейсер типу «Каліфорнія», «Південна Кароліна»  (CGN-37), був п'ятим ядерним крейсером у ВМС США.
Обидва крейсери цього типу були виведені з експлуатації наприкінці 1999 року. Наступним поколінням атомних крейсерів, побудованих стали атомні крейсери типу «Вірджинія». На відхилення від усталеної практики атомні крейсери були названі не на честь американських міст, а на честь штатів (ці імена зазвичай отримували лінійні кораблі). Причиною цього рішення було те, що ці крейсери розглядалися як досить великі  і потужні. аби виправдати таку честь.  Крім того, на той час імена міст були присвоєні атомним підводним човнам типу «Лос-Анджелес», яких з часом побудували 62 одиниці, і всі (крім одного) названі на честь американських міст.
«Каліфорнія» та її однотипний корабель USS South Carolina були оснащені двома пусковими установками Mk 13 , передніми і кормовими, здатними запускати ракети RIM-66/67 Standart, ракети Mk 112 для установок ASROC, і вісім пускових установок Mk-141 для ракет Harpoon. Кораблі також оснащувалися двома гарматами Mk 45, носовою і кормовою. Чотири 12.75-дюймові торпедні пускові установки (два з кожного боку) були встановлені для легких анти-субмаринних торпед . Дві автоматичні малокаліберні зенітні установки ближнього бою Mk 15 були додатково встановлені в 1980-х роках.
Спочатку передбачалося також оснащення крейсера торпедами Mk 48, для чого був виділений значений простір під кормовою палубою. Оскільки версія Mk 48 для надводних кораблів так і не була розроблена, цей простір залишився невикористаним впродовж періоду експлуатації кораблів.
На початку 1990-х років обидва кораблі пройшли капітальний ремонт, що забезпечило їм можливість провести додаткових 18 років активної служби. Модернізація передбачала зокрема заміну двох реакторів установки D2G потужністю 150 МВт новими реакторами D2W потужністю 165 МВт, встановлення програми NTU, щоб поліпшити їхній потенціал протиповітряної оборони, а також вилучення основної частини призначеного для протичовнової оборони озброєння та обладнання (хоча  дві трикамерні проти-субмаринні торпедні пускові установки Mk 32 все ж були збережені).  Бойовий потенціал кораблів зріс і технічно вони були спроможні перебувати на службі до 2010 року. Проте встановлені на них системи озброєння застаріли, вартість експлуатації кораблів була дуже висока. Тому обидва кораблі були виведені зі складу флоту у 1999 році.